# Quedlinburgi apátnők listája
Az alábbi lista a Quedlinburgi Apátság apátnőit tartalmazza.
| Név                                   | Uralkodása                              | Megjegyzések                                             |
| ------------------------------------- | --------------------------------------- | -------------------------------------------------------- |
| Matilda (*955 decembere)              | apátnő: 966 – †999. február 7.          | I. Ottó német-római császár leánya.                      |
| I. Adelheid (*977)                    | apátnő: 999 – †1045. január 14.         | II. Ottó német-római császár leánya.                     |
| I. Beatrix (*1037)                    | apátnő: 1045 – †1061. július 13.        | III. Henrik német-római császár leánya.                  |
| II. Adelheid (*1045)                  | apátnő: 1061 – †1096. január 11.        | III. Henrik német-római császár leánya.                  |
| Eilikia (*1080)                       | apátnő: 1096 – 1110, †1142              |                                                          |
| I. Ágnes (*1088)                      | apátnő: 1110 – †1125. december 29.      | I. Ulászló lengyel fejedelem leánya.                     |
| Gerberga                              | apátnő: 1126 – †1137. július 12.        |                                                          |
| II. Beatrix (*1123)                   | apátnő: 1137 – †1160. április 2.        |                                                          |
| Meregart                              | apátnő: 1161 – †1184. május 1.          |                                                          |
| II. Ágnes (*1145. június 19.)         | apátnő: 1184 – †1203. január 22.        | Konrád meisseni őrgróf leánya.                           |
| Zsófia (*1182)                        | apátnő: 1203 – †1226. június 9.         |                                                          |
| I. Bertradisz (*1221)                 | apátnő: 1226 – †1230                    |                                                          |
| Kinga (*1222)                         | apátnő: 1230 – †1231                    |                                                          |
| Oszterlinde                           | apátnő: 1231 – †1233                    |                                                          |
| Gertrúd                               | apátnő: 1233 – †1270. október 11.       |                                                          |
| II. Bertradisz                        | apátnő: 1270 – †1308. október 13.       |                                                          |
| Jutta (*1285)                         | apátnő: 1308 – †1347. november 5.       |                                                          |
| Luitgarde (*1336)                     | apátnő: 1347 – †1353. december 17.      |                                                          |
| III. Ágnes                            | apátnő: 1354 – 1362, †1364. október 9.  |                                                          |
| I. Erzsébet                           | apátnő: 1362 – †1375                    |                                                          |
| Margit (*1355)                        | apátnő: 1376 – †1379. december 13.      |                                                          |
| Irmgarde (*1356)                      | apátnő: 1379 – †1405. augusztus 20.     |                                                          |
| IV. Adelheid (*1376)                  | apátnő: 1405 – 1435, †1441. március 15. |                                                          |
| I. Anna (*1416)                       | apátnő: 1435 – †1458. január 14.        |                                                          |
| Hedvig (*1445. október 31.)           | apátnő: 1458 – †1511. június 13.        | II. Frigyes szász választófejedelem leánya.              |
| Magdaléna (*1491)                     | apátnő: 1511 – †1515. október 2.        |                                                          |
| II. Anna (*1504. január 28.)          | apátnő: 1515 – †1574. március 4.        |                                                          |
| II. Erzsébet (*1542)                  | apátnő: 1574 – †1584. július 20.        |                                                          |
| III. Anna (*1565. április 3.)         | apátnő: 1584 – †1601. május 12.         |                                                          |
| Mária (*1571. október 7.)             | apátnő: 1601 – †1610. március 7.        | János Vilmos szász–weimari herceg leánya.                |
| Dorottya (*1591. január 7.)           | apátnő: 1610 – †1617. november 17.      | I. Keresztély szász választófejedelem leánya.            |
| Dorottya Zsófia (*1587. december 19.) | apátnő: 1617 – †1645. február 10.       | I. Frigyes Vilmos szász–weimari herceg leánya.           |
| I. Anna Zsófia (*1619. április 2.)    | apátnő: 1645 – †1680. szeptember 1.     | György Vilmos Zweibrücken-Birkenfeldi palotagróf leánya. |
| II. Anna Zsófia (*1638. december 17.) | apátnő: 1681 – †1683. december 13.      | II. György Hessen-Darmstadti őrgróf leánya.              |
| Anna Dorottya (*1657. november 12.)   | apátnő: 1684 – †1704. június 24.        | II. János Ernő szász–weimari herceg leánya.              |
| Mária Erzsébet (*1678. március 21.)   | apátnő: 1718 – †1755. július 17.        | Keresztély Albert Holstein-Gottorpi herceg leánya.       |
| Anna Amália (*1723. november 9.)      | apátnő: 1756 – †1787. március 30.       | I. Frigyes Vilmos porosz király leánya.                  |
| Zsófia Albertina (*1753. október 8.)  | apátnő: 1787 – 1803, †1829. március 17. | Adolf Frigyes svéd király leánya.                        |

## Fordítás
- Ez a szócikk részben vagy egészben  a   List of princess-abbesses of Quedlinburg című angol Wikipédia-szócikk fordításán alapul.  Az eredeti cikk szerkesztőit annak laptörténete sorolja fel. Ez a jelzés csupán a megfogalmazás eredetét és a szerzői jogokat jelzi, nem szolgál a cikkben szereplő információk forrásmegjelöléseként.

## Lásd még
- Vallási vezetők listái ország szerint